# Sampangan (Gajah Mungkur)
Sampangan is een plaats in het bestuurlijke gebied Semarang in de provincie Midden-Java van Indonesië. Het dorp telt 11.531 inwoners (volkstelling 2010). De belangrijkste straten zijn Jalan Menoreh Raya, Jalan Lamongan Raya, Jalan Kendeng, Jalan Sampangan Baru, Jalan Bukit Unggul en Jalan Dewi Sartika.